# Khārupatia
Khārupatia är en ort i Indien.   Den ligger i distriktet Darrang och delstaten Assam, i den östra delen av landet, 1 500 km öster om huvudstaden New Delhi. Khārupatia ligger 66 meter över havet och antalet invånare är 18 599.
Terrängen runt Khārupatia är mycket platt. Runt Khārupatia är det tätbefolkat, med 493 invånare per kvadratkilometer. Närmaste större samhälle är Kālāigaon, 18,1 km väster om Khārupatia. Trakten runt Khārupatia består till största delen av jordbruksmark.